# رسالة التعاليم (كتاب)
رسالة التعاليم، هي أحد أشهر الرسائل التي كتبها حسن البنا، وذكر فيها الأركان العشرة للبيعة لدى جماعة الأخوان المسلمين، وهذه الأركان هي: الفهم والإخلاص والعمل والجهاد والتضحية والطاعة والثبات والتجرد والأخوَّة والثقة، وقد ذكر ضمن ركن الفهم الأصول العشرين لفهم الإخوان للإسلام والتي تعتبر الرؤية والأرضية التي تقوم عليها الجماعة في كل مكان.

## الأركان العشرة
- الأول: الفهم، أي: فَهم الإسلام فهما صحيحا، في حدود الأصول العشرين لفهم الإخوان للإسلام والتي تعتبر الرؤية والأرضية التي تقوم عليها الجماعة.
- الثاني: الإخلاص، أي أن يقصد الأخ المسلم بقوله وعمله وجهاده كله وجه الله، وابتغاء مرضاته وحسن مثوبته من غير نظر إلى مغنم أو مظهر أو جاه أو لقب أو تقدم أو تأخر.
- الثالث: العمل، ويكون ذلك: (بإصلاح الإنسان لنفسه وتكوين بيت مسلم وإرشاد المجتمع، وتحرير الوطن) وإصلاح الحكومة.
- الرابع: الجهاد، أي: أن يجهاد المرء المنتمي للجماعة بطرق الجهاد المختلفة بدءاً بإنكار المرء بنفسه للمنكر، ثم الجهاد بالكلمة أو بالقلم أو باليد أو بقول كلمة الحق في وجه السلطان الجائر أو الجهاد الفعلي أي: القتال في سبيل الله.[3]
- الخامس: التضحية، أي بذل النفس والمال والوقت والحياة وكل شيء في سبيل الغاية.
- السادس: الطاعة، وذلك بالامتثال للأوامر في العسر واليسر والمنشط والمكره، وذلك أن مراحل هذه الدعوة الثلاثة وهي التعريف والتكوين والتنفيذ.
- السابع: الثبات، بأن يظل الأخ عاملا في سبيل غايته مهما بعدت المدة وتطاولت السنوات والأعوام.
- الثامن: التجرد، وهو الإخلاص للفكرة لا للأشخاص.
- التاسع: الأخوة، ارتباط المرء بالجماعة برباط العقيدة لأنها؛ أوثق الروابط وأغلاها[4]
- العاشر: الثقة، أي: اطمئنان المرء في الجماعة لقائده اطمئنانا ينتج عنه حبه وتقديره وطاعته لقائده.

## الواجبات
بعد الأركان العشرة يورد في الرسالة مجموعة من الواجبات التي يجب على كل عضو في الجماعة أن يلتزم بها وهي ثمانية وثلاثون واجبا، بيانها مختصرا بالآتي:
1. أن يكون للمنتمي للجماعة وِردٌ-أي وقت مخصص- لقراءة جزءا من القرآن الكريم.
2. أن يحسن قراءة القرآن الكريم والاستماع إليه وتدبره.
3. أن يعتني بصحته وقوته ويتجنب ما يضعفه.
4. أن يترك شرب المنبهات مثل الشاي والقهوة، إلا عند الضرورة، وأن يكون تاركا للسجائر تركا كليا.
5. أن يكون نظيفا في مسكنه وثوبه وفي مكان عمله وفي كل شيء.
6. أن يكون تاركا للكذب فلا يكذب قط.
7. أن يكون وفيا فلا يخلف وعده.
8. أن يكون شجاعا.
9. أن يكون شديد الحياء.
10. أن يكون عادلا في جميع أحكامه.
11. أن يكون نشيطا مبادرا لمساعدة الناس.
12. أن يكون رحيم القلب وكريما ورفيقا.
13. أن يكون قاردا على القراءة والكتابة، وكثير المطالعة.
14. أن يُزاول عملا اقتصاديا
15. ألا يحرص على الحصول على الوظيفة الحكومية.
16. أن يحرص على إتقان عمله وأدائه بوقته المحدد.
17. أن يكون حسن التقاضي لحقه.
18. أن يكون وقورا يُوثر الجد دائماً، دون أن يمنعه ذلك من المزاح الصادق والضحك في تبسم.
19. أن يبتعد عن الميسر بكل أنواعه.
20. أن يتجنب الربا في جميع المعاملات.
21. أن يخدم الثروة الإسلامية العامة ويشجع الاقتصاد.
22. أن يشارك بجزء من ماله في خدمة الدعوة.
23. أن يدخر جزءا من ماله لما قد يطرأ عليه.
24. أن يعمل بقدر استطاعته على إحياء العادة الإسلامية وإماتة العادات الأعجمية.
25. أن يقاطع المحاكم غير الإسلامية وكل ما يناقض الإسلام مقاطعة تامة.
26. أن يديم مراقبة الله تعالى وتذكر الآخرة.
27. أن يحسن الطهارة ويحرص على البقاء عليها متوضئا.
28. أن يحسن الصلاة ويحرص على المواضبة عليها في جماعة.
29. أن يصوم رمضان ويحج البيت ويبادر لذلك إذا كان قادرا.
30. أن يكون مستحضرا نية الجهاد والشهادة في سبيل الله دائماً.
31. أن يجدد التوبة والاستغفار دائماً.
32. أن يريض نفسه حتى يكون قادرا على قيادتها، وأن يغض طرفه ويتحكم بعاطفته.
33. أن يتجنب كل مسكر أو مفتّر بشكل كليا.
34. أن يبتعد عن أقران السوء وأماكن المعصية.
35. أن يحارب أماكن اللهو، ويبتعد عن مظاهر الترف.
36. أن يعرف أعضاء كتيبته معرفة تامة ويعرفهم بنفسه.
37. أن يترك أي صلة له بجماعة أو هيئة لا تخدم أو توافق فكرته.
38. أن يعمل على نشر الدعوة في كل مكان، وأن يُحيط القيادة بكل ظروفه.

## الشروحات
- في آفاق التعالم، شرح سعيد حوى.
- شرح رسالة التعاليم، عبد المنعم أحمد تعيلب.
- نظرات في رسالة التعاليم، محمد عبد الله الخطيب، ومحمد عبد الحليم حامد.

## انظر ايضا
- الأصول العشرين
- المطالب الخمسون
- مذكرات الدعوة والداعية